# Rin Sumida
Rin Sumida (隅田 凜, Sumida Rin), née le 12 janvier 1996, est une joueuse internationale de football japonaise.

## Biographie
Le 9 avril 2017, elle fait ses débuts avec l'équipe nationale japonaise contre l'équipe du Costa Rica. Elle compte 22 sélections en équipe nationale du Japon.

## Statistiques
Le tableau ci-dessous présente les statistiques de Rin Sumida en équipe nationale
| Équipe du Japon | Équipe du Japon | Équipe du Japon |
| Année           | Matchs          | Buts            |
| --------------- | --------------- | --------------- |
| 2017            | 7               | 0               |
| 2018            | 15              | 0               |
| Total           | 22              | 0               |

## Palmarès
- Vainqueur de la Coupe d'Asie 2018
- Troisième de la Coupe du monde des moins de 20 ans 2016